# Burg Walchen (Piesendorf)
Die Reste der abgekommenen Burg Walchen (früher auch als Wachtlehenthurn oder als Burg Walhen bezeichnet) liegen in der Gemeinde Piesendorf im Bezirk Zell am See von Salzburg (östlich des Bauernhofes Guthund bzw. Walchen Nr. 24, sog. Wachtlehen).

## Geschichte
Der Zeitpunkt der Erbauung der ersten Burg der Walcher ist vor 1254 anzusetzen. Diese ältere Walcherburg ist vermutlich wegen eines Murenabganges zerstört worden. Heute ist dieser Bereich durch einen Schotterabbau weitgehend beeinträchtigt; von dieser sind im Gelände nur mehr einzelne Mauerzüge erkennbar. Ganz in der Nähe wurde dann die spätere Walchenburg wieder aufgebaut. In einem Salzburger Urbar von 1300 ist der Eintrag Guthunden prope castrum Walhen zu finden. Zudem wird beim Bauernhof Hochbürgl östlich von Piesendorf eine zweite Burg der Walchen vermutet; die Walchen haben sich noch 1281 als Vögte von Piesendorf bezeichnet (in Puesendorf, ubi sumus advocati communes, captivavit homines plebani).

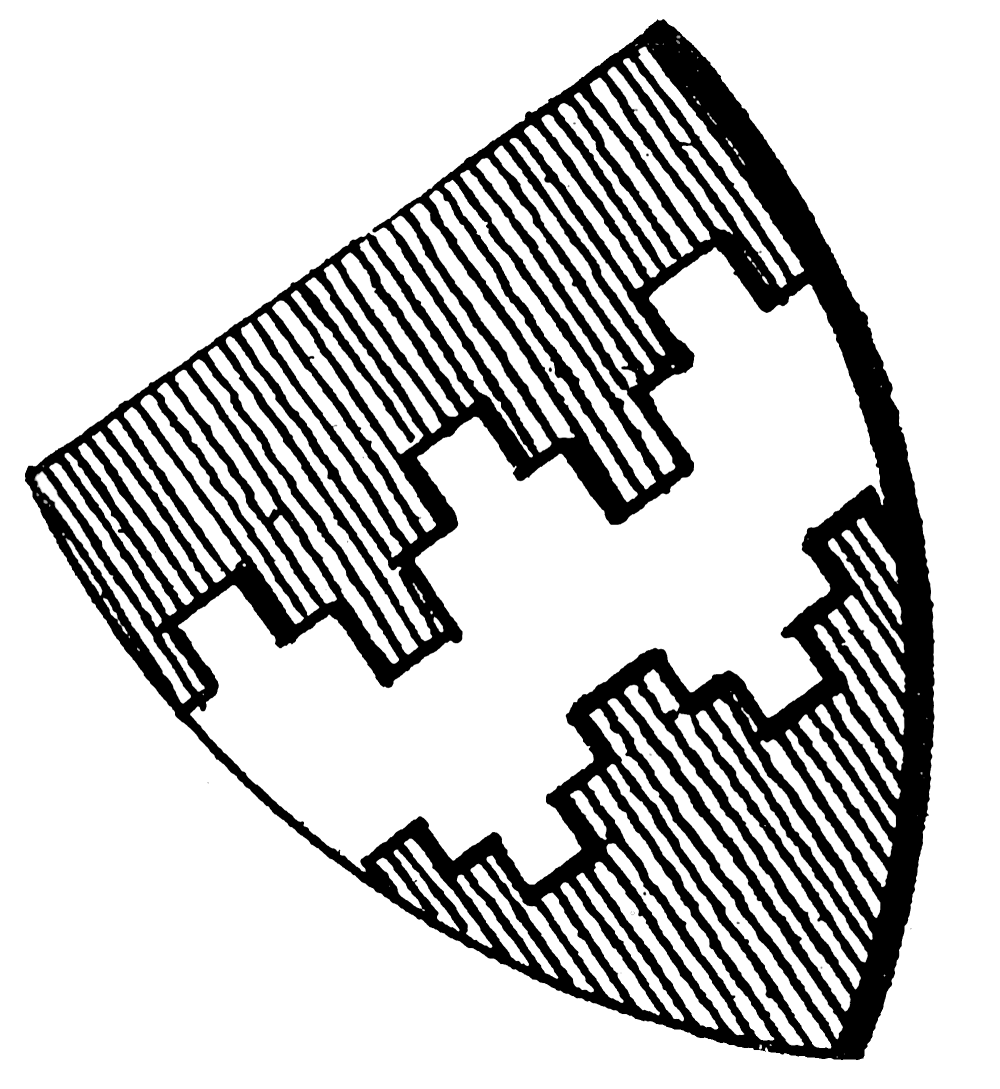
Wappen der Walchen nach Siebmachers Wappenbuch

Die edelfreien Herren von Walchen, die lehensrechtlich dem Herzogtum Bayern zuzurechnen sind, hatten hier ihren Stammsitz. Nach dem 1228 vollzogenen Wechsel der Lehenshoheit über den Unterpinzgau an das Erzbistum Salzburg mussten sich auch die Walcher umorientieren. Albero I. von Walchen († nach 1247) wird noch zeitlebens als Edelfreier bezeugt. Im Jahr 1240 ist Wilhelm von Walchen Herr auf dem Walcherturm. Er hat mit Albero, Otto und Friedrich drei Söhne. In einer Urkunde vom 1. August 1254 schlossen sie mit dem Salzburger Elekt Philipp von Spanheim Frieden, was gleichbedeutend damit war, dass sie von nun an zu Ministerialen des Erzbischofs geworden waren (so wird am 27. August 1270 Otto de Walihen ministerialis genannt). Mit Jans von Walchen starb diese Familie 1410 im Mannesstamm aus; dieser hatte nur mehr über den Stammsitz in Walchen und die damit verbundene Herrschaft verfügt.
Bereits 1383 ist ein Hainrich der Plümawer als erzbischöflicher Purgkraf zu Walhen genannt. Der Turm ist also zu einer Pflegerburg geworden. Im Salzburger Bauernkrieg von 1526 wurde die Burg zerstört und da das dort angesiedelte Pfleggericht in der Folge nach Kaprun verlegt wurde, wurde sie nicht mehr aufgebaut.

## Burgruine Walchen heute
Der Wehrbau der Walcher war ursprünglich ein für den Pinzgau typischer Wehrturm (wie z. B. der Felberturm oder der Weyerturm). Der Burgplatz wird nach drei Seiten durch einen Steilabfall geschützt. An der Südseite der Anlage wurden die Fundamente eines mächtigen Turmes ausgegraben. Eine Geländestufe niedriger liegt eine flache Ebene, die mit einer Mauer umgeben war. Der Zugang fand ebenfalls von Süden statt und ist durch eine heute noch starke Schwelle erkennbar und durch einen Altweg erschlossen. Von dem Turm war eine Sichtverbindung zur Burg Kaprun und zum Schloss Fischhorn gegeben. Steine der Burg wurden vermutlich für den Bau nahe gelegener Bauernhöfe und der Walcher Kirche verwendet und so ist nicht mehr viel von der Walchenburg übrig geblieben.
Von der Burg gibt es die Sage vom Walcherturmgeist, der hier einen Schatz hüten soll.